# Simone D'Aillencourt
Simone D'Aillencourt ou d'Aillencourt, née Simone Elise Marie Daillencourt le 22 septembre 1930 à Vizille et décédée le 23 juillet 2017 dans le 17e arrondissement de Paris, est un mannequin français. Sa carrière dans le mannequinat, durant laquelle elle rencontre un succès important, se déroule du milieu des années 1950 à la fin des années 1960. Elle est le sujet de la série photographique « Bubble » de Melvin Sokolsky (en) en 1963, photographiée à Paris pour Harper's Bazaar. Mariée à José Bénazéraf, elle a eu deux filles avec lui.

## Biographie
Son activité dans la profession de mannequin a d'abord lieu en Angleterre : elle commence sa carrière avec succès en 1954 à Edimbourg, après un passage par chez Lucie Clayton (en). Elle pose pour le Vogue britannique puis enchaine les allers-retours entre ce pays et la France. Elle travaille régulièrement pour Pierre Cardin, parfois pour Jacques Heim, et pose pour divers magazines tels Elle, L'Officiel, le Vogue français ou encore Jardin des Modes. Du fait de son métier, elle voyage beaucoup, posant pour William Klein dont elle deviendra l'une de ses favorites, Irving Penn, John French (en), Richard Avedon, ou encore les Français Georges Dambier ou Jeanloup Sieff, qui l'a « souvent photographiée » souligne-t-il. Indépendante alors que les agences sont alors peu développées, elle est contactée par Eileen Ford et invitée à New-York. Elle y rencontre l'influente Diana Vreeland, ce qui propulse encore plus sa carrière.
Elle fait sa dernière série de photos en Inde, avec le photographe Henry Clarke, en 1969, après une carrière d'une quinzaine d'années pleine de succès. Elle est durant toutes ces années toujours en adéquation avec les tendances de son époque, de la sophistication des années 1950 à la plus grande liberté vestimentaire de la décennie suivante. Quelque temps après l'arrêt de son activité de modèle, elle fonde une agence parisienne de mannequinat, « Model International », qui croît rapidement, puis une seconde agence de taille plus modeste, « Image ». Elle a été mariée à José Benazeraf, et sa seconde fille Béatrice intègre également le mannequinat comme « bookeuse ».

## Filmographie

### Cinéma
- 1999 : Hygiène de l'assassin de François Ruggieri